# Jordskælvet i L'Aquila 2009
Jordskælvet i L'Aquila 2009 var et kraftigt jordskælv, som indtraf den 6. april 2009 nær middelalderbyen L'Aquila i regionen Abruzzo i de centrale Appenniner,- den 1200 km. lange bjergkæde, som løber parallelt med Italiens Adriaterhavskyst. Sådanne jordskælv er ikke usædvanlige i det centrale Italien. Mindst 294 mennesker døde, og mere end 10.000 bygninger blev ødelagt i byen. Så mange som 28.000 blev hjemløse, og der kan gå måneder og endda år, før de kan vende tilbage. Skælvet varede cirka 30 sekunder og fik mange renæssance- og barokbygninger til at styrte sammen blandt andet den berømte facade på ’Basilica San Bernardino’ fra 1400-tallet.
 Det var det værste Jordskælv i Italien i 30 år. Ministerpræsident Silvio Berlusconi erklærede national undtagelsestilstand.

## Varsler
Efter oktober 2008 blev der registreret mindst 200 mindre rystelser i Abruzzo-regionen og geofysikeren Giampaolo Giuliani fra Italiens Nationale Institut for Kernefysik advarede i slutningen af marts om, at dette kunne være et varsel om et langt kraftigere jordskælv. Han hævdede, at italienske fysikere i de sidste ti år har været i stand til at forudsige sådanne begivenheder, baseret på undergrundens udslip af radon. Og tre dage før jordskælvet blev der målt niveauer af radon, som overskred, hvad der regnes som sikkert ud fra et helsemæssigt synspunkt. Han forlangte nu en undskyldning for, at advarslerne ikke blev taget alvorligt, men dette afvistes af lederen af Italiens civilforsvar, Guido Bertolaso, som sagde, at "det ikke er muligt at forudsige jordskælv".

## Forskælv
Hovedskælvet var kulminationen på to mindre jordskælv dagen før, hvoraf det største var på 4,2 Mw. Det skete i brudlinien, som løber NV-SØ, samme retning som Appenniner-kæden løber.Værst ramt blev Aquila, men dødsfald blev rapporteret i de omgivende byer Castelnuovo, Poggio Picenze, Tormintarte, Fossa, Totani og Villa Sant'Angelo.